# Асанур – Карайкал
Асанур – Карайкал – трубопровід, що споруджується на півдні Індії для подачі блакитного палива споживачам центральної частини узбережжя штату Тамілнад. 
У відповідності до проекту терміналу для імпорту ЗПГ Енноре, подальшу доставку регазифікованої продукції споживачам має здійснювати газопровідна система ETBPNMTPL (Ennore Thiruvallur Bangalore Puducherry Nagapattinam Madurai Turicorin Pipeline). Первісно розраховували, що її головна траса пройде через район Нагапаттінаму, де, зокрема, працювала ТЕС Піллайперумалналлур. Втім, у підсумку маршрут ETBPNMTPL відкоригували та перемістили далі від узбережжя. Як наслідок, вирішили спорудити відгалуження Асанур – Карайкал, що прямувало б до зазначеної теплоелектростанції та могло живити її й інших споживачів, під’єднаних до раніше ізольованої Газотранспортної системи басейну Кавері. 
Загальна довжина ділянки Асанур – Карайкал становить 121 км, при цьому для перших 97 км обрали діаметр 600 мм, тоді як на завершальних 24 км цей показник зменшується до 300 мм. 
Станом на червень 2023 року необхідні для будівництва труби вже були постачені.
Можливо відзначити, що Indian Oil Corporation (IOCL) розпочала у 2021-му спорудження в Нагапаттінам нового нафтопереробного заводу потужністю 9 млн тон на рік. При цьому IOCL бажала б прокласти до НПЗ перемичку довжиною 41 км та діаметром 400 мм від газопроводу Асанур – Карайкал. Втім, станом на 2022 рік погодження на цей проект не було отримано, натомість велись роботи над газопроводом Тіруччираппаллі – Нагапаттінам (ще одне відгалуження від основної траси ETBPNMTPL).